# The Beatles (DDR-Album)
The Beatles ist das erste in der DDR veröffentlichte Album der britischen Band The Beatles. Das Kompilationsalbum erschien im April 1965. Außerhalb der DDR wurde das Album offiziell nicht vertrieben.

## Entstehung

Album The Beatles, 1983er Ausgabe

Logo von Amiga, 1950er Jahre bis 1969

Logo von Amiga, ab 1969

Neben Werken von Künstlern aus der DDR verlegte das Musiklabel Amiga ab Mitte der 1960er Jahre in Lizenz auch ausgewählte Singles und LPs von Künstlern aus dem westlichen Ausland. Das Label gehörte dem Tonträgerproduzenten VEB Deutsche Schallplatten Berlin an und war im VEB dem Ministerium für Kultur nachgeordnet. Die Schallplatten waren wegen des insgesamt geringen Angebots an westlicher Musik und den üblicherweise niedrigen Auflagen meist schnell vergriffen – Michael Rauhut nennt eine vertragliche Vereinbarung von 10.000 Exemplaren pro Lizenzpressung. Zumeist wurden keine Einzelalben lizenziert, sondern eine Zusammenstellung von Titeln aus mehreren Alben der Interpreten. Zu den ersten Lizenz-LPs zählten in den 1960er Jahren Alben der Beatles und von Bob Dylan. Die Veröffentlichungen wurden möglich, weil die politische Führung der DDR der Meinung war, dass die Beatles ideologisch zur DDR passen würden. Das Jugendmagazin der DDR Neues Leben schrieb, dass „die vier Arbeiterjungen aus Liverpool mit ihrer Musik gegen den Kapitalismus protestieren“.
In der DDR wurden zwischen Februar und April 1965 folgende drei Beatles-Singles veröffentlicht:
| A-Seite / B-Seite                     | Veröff.   | Label Katalognr. |
| ------------------------------------- | --------- | ---------------- |
| Ain’t She Sweet / Cry for a Shadow    | Feb. 1965 | AMIGA 450466     |
| Sweet Georgia Brown / Why             | März 1965 | AMIGA 450471     |
| It Won’t Be Long / Devil in Her Heart | Apr. 1965 | AMIGA 450493     |

Die Lizenzen wurden bei den ersten beiden Singles von Polydor und bei der dritten Single von Parlophone/EMI erworben. Es waren die ersten Singles der Beatles, die im Ostblock erschienen.
Im April 1965 folgte ein Album mit dem Titel The Beatles, das sechs Lieder vom Album Please Please Me, drei Lieder vom Album With the Beatles, eins vom Album A Hard Day’s Night und zwei Single-A-Seiten enthält. Es wurde ausschließlich in einer Monoversion (Katalognummer: Amiga 850 040) vertrieben. Es war wie die aufgeführten Singles das erste Album der Beatles, das im Ostblock erschien. Bei einigen wenigen Exemplaren wurde irrtümlich auf dem Plattenlabel das Lied It Won’t Be Long statt dem auf dem Album enthaltenen Lied A Hard Day’s Night gedruckt.
In der DDR wurden im Jahr 1965 noch Weißmustersingles (Testpressungen) von drei weiteren Singles gepresst, die Lieder befinden sich auf dem Album The Beatles. Zu einer Veröffentlichung kam es aber nicht.
| Stücke (A-Seite / B-Seite)              | Label Katalognr. |
| --------------------------------------- | ---------------- |
| She Loves You / Misery                  | SPU 289/290      |
| I Want to Hold Your Hand / Little Child | SPU 291/292      |
| A Hard Day’s Night / Please Mr. Postman | SPU 293/294      |

Das Konzert der Rolling Stones und deren Begleitumstände am 15. September 1965 in West-Berlin nahm das ZK der SED zum Anlass, Musikgruppen, die sich an westlicher Beatmusik orientierten, zu verbieten; so lautete der ZK-Beschluss vom 11. Oktober 1965: „dass solchen ‚Laienmusikgruppen‘, deren Darbietung aus dekadenter westlicher Musik besteht, die Lizenz entzogen wird“.
Die Veröffentlichungspolitik gegenüber westlicher Beatmusik, auch gegenüber den Beatles, wurde ab dem 11. Plenum des ZK der SED (16.–18. Dezember 1965) deutlich restriktiver. So sagte Walter Ulbricht, Vorsitzender des Staatsrats der DDR, auf dem 11. Plenum: „Ist es denn wirklich so, dass wir jeden Dreck, der vom Westen kommt, nu kopieren müssen? Ich denke, Genossen, mit der Monotonie des Je-Je-Je, und wie das alles heißt, ja, sollte man doch Schluss machen.“
Die nächste Veröffentlichung eines Beatles-Albums gab es erst im Januar 1974 mit A Collection of Beatles Oldies, es folgte im Januar 1980 das Album 1967–1970, das allerdings statt eines Doppelalbums mit 28 Titeln nur 14 Lieder auf einem Einzelalbum enthält.

## Wiederveröffentlichung
Im Januar 1983 erfolgte eine Wiederveröffentlichung des Albums The Beatles (Katalognummer: Amiga 850 962, wiederum in Mono), diesmal zusätzlich mit den sechs Liedern der im Jahr 1965 veröffentlichten Singles und in einer veränderten Titelabfolge und einem veränderten Cover. Es war auch das erste Album der Beatles, das Aufnahmen der Schallplattenfirmen EMI und Polydor vereinte, 22 Jahre vor dem Erscheinen des Albums Anthology 1.
Das Album wurde sowohl in der DDR als auch in der Sowjetunion von der Schallplattenfirma Melodija für die DDR gepresst. Während die gepressten Schallplatten des Albums The Beatles in der DDR ein ausschließlich blaues Label hatten, wurden die Schallplatten von Melodija mit roten und blauen Labeln bestückt.
Das Album The Beatles wurde bisher nicht legal als CD veröffentlicht.

## Covergestaltung
Das Design des Albumcovers stammt von der Amiga-firmeneigenen Gestaltungsabteilung beim VEB Gotha-Druck.
Der Text auf dem Rückseitencover der Version von 1983 stammt von Peter Wicke.

## Titelliste – 1965
| Nummer | Lied                        | Autor                  | Leadgesang           | Länge | Erstveröffentlichung         |
| ------ | --------------------------- | ---------------------- | -------------------- | ----- | ---------------------------- |
| 01     | She Loves You               | Lennon/McCartney       | Lennon und McCartney | 2:19  | Single-A-Seite               |
| 02     | Misery                      | McCartney/Lennon       | Lennon und McCartney | 1:49  | vom Album Please Please Me   |
| 03     | A Taste of Honey            | Ric Marlow/Bobby Scott | McCartney            | 2:03  | vom Album Please Please Me   |
| 04     | You Really Got a Hold on Me | Smokey Robinson        | Lennon               | 3:01  | vom Album With the Beatles   |
| 05     | A Hard Day’s Night          | Lennon/McCartney       | Lennon und McCartney | 2:34  | vom Album A Hard Day’s Night |
| 06     | P.S. I Love You             | McCartney/Lennon       | McCartney            | 2:04  | vom Album Please Please Me   |

| Nummer | Lied                         | Autor                                        | Leadgesang           | Länge | Erstveröffentlichung       |
| ------ | ---------------------------- | -------------------------------------------- | -------------------- | ----- | -------------------------- |
| 07     | I Want to Hold Your Hand     | Lennon/McCartney                             | Lennon und McCartney | 2:26  | Single-A-Seite             |
| 08     | Please Please Me             | McCartney/Lennon                             | Lennon               | 2:00  | vom Album Please Please Me |
| 09     | Ask Me Why                   | McCartney/Lennon                             | Lennon               | 2:24  | vom Album Please Please Me |
| 10     | Do You Want to Know a Secret | McCartney/Lennon                             | Harrison             | 1:56  | vom Album Please Please Me |
| 11     | Little Child                 | Lennon/McCartney                             | Lennon               | 1:46  | vom Album With the Beatles |
| 12     | Please Mr. Postman           | Garrett/Dobbins/Brian Holland/Gorman/Bateman | Lennon               | 2:34  | vom Album With the Beatles |

## Titelliste – 1983
| Nummer | Lied                        | Autor                                        | Leadgesang           | Länge | Erstveröffentlichung         |
| ------ | --------------------------- | -------------------------------------------- | -------------------- | ----- | ---------------------------- |
| 01     | I Want to Hold Your Hand    | Lennon/McCartney                             | Lennon und McCartney | 2:26  | Single-A-Seite               |
| 02     | Misery                      | McCartney/Lennon                             | Lennon und McCartney | 1:49  | vom Album Please Please Me   |
| 03     | A Hard Day’s Night          | Lennon/McCartney                             | Lennon und McCartney | 2:34  | vom Album A Hard Day’s Night |
| 04     | You Really Got a Hold on Me | Smokey Robinson                              | Lennon               | 3:01  | vom Album With the Beatles   |
| 05     | P.S. I Love You             | McCartney/Lennon                             | McCartney            | 2:04  | vom Album Please Please Me   |
| 06     | A Taste of Honey            | Ric Marlow/Bobby Scott                       | McCartney            | 2:03  | vom Album Please Please Me   |
| 07     | Sweet Georgia Brown         | Ben Bernie                                   | Tony Sheridan        | 2:03  | vom Album The Beatles’ First |
| 08     | Please Mr. Postman          | Garrett/Dobbins/Brian Holland/Gorman/Bateman | Lennon               | 2:34  | vom Album With the Beatles   |
| 09     | Why                         | Compton/Sheridan                             | Tony Sheridan        | 2:55  | vom Album The Beatles’ First |

| Nummer | Lied                         | Autor              | Leadgesang           | Länge | Erstveröffentlichung         |
| ------ | ---------------------------- | ------------------ | -------------------- | ----- | ---------------------------- |
| 10     | She Loves You                | Lennon/McCartney   | Lennon und McCartney | 2:19  | Single-A-Seite               |
| 11     | Devil in Her Hear            | Richard P. Drapkin | Harrison             | 2:26  | vom Album With the Beatles   |
| 12     | Please Please Me             | McCartney/Lennon   | Lennon               | 2:00  | vom Album Please Please Me   |
| 13     | It Won’t Be Long             | Lennon/McCartney   | Lennon               | 2:13  | vom Album With the Beatles   |
| 14     | Ask Me Why                   | McCartney/Lennon   | Lennon               | 2:24  | vom Album Please Please Me   |
| 15     | Ain’t She Sweet              | Ager/Yellen        | Lennon               | 2:10  | vom Album The Beatles’ First |
| 16     | Do You Want to Know a Secret | McCartney/Lennon   | Harrison             | 1:56  | vom Album Please Please Me   |
| 17     | Little Child                 | Lennon/McCartney   | Lennon               | 1:46  | vom Album With the Beatles   |
| 18     | Cry for a Shadow             | Harrison/Lennon    | Instrumentallied     | 2:22  | vom Album The Beatles’ First |

## Beatles-Alben in der DDR
| Titel                          | Inhalt | Veröffentlichung | Label Katalognr.     |
| ------------------------------ | --- | ---------------- | -------------------- |
| The Beatles                    | 12-Titel-Kompilation (nur in der DDR veröffentlicht) | Apr. 1965        | AMIGA 850 040 (Mono) |
| A Collection of Beatles Oldies | Originalveröffentlichung: Großbritannien von 1966 | Jan. 1974        | AMIGA 8 55 383       |
| 1967–1970                      | Einzel-Langspielplatte, als 14-Titel-Kompilation mit zwei verschiedenen Covergestaltungen | Jan. 1980        | AMIGA 8 55 742       |
| The Beatles                    | 18-Titel-Kompilation (nur in der DDR veröffentlicht; Neuauflage des Albums aus dem Jahr 1965, mit veränderter Titelfolge und um jene sechs Lieder ergänzt, die zuvor auf Singles in der DDR erschienen waren) | Jan. 1983        | AMIGA 850 962 (Mono) |

In der DDR wurde noch das Album Love Songs gepresst, die Schallplattencover wurden in der Bundesrepublik Deutschland hergestellt und in die DDR exportiert. Das Album (Katalognummer: ODEON/VEB F 666.219/20) war ausschließlich in Intershops der DDR erhältlich.